# Albuca xanthocodon
Albuca xanthocodon là một loài thực vật có hoa trong họ Măng tây. Loài này được Hilliard & B.L.Burtt mô tả khoa học đầu tiên năm 1985.